# Elisavet Teltsidou
Elisavet Teltsidou (griechisch Ελισάβετ Τελτσίδου, * 8. November 1995 in Athen) ist eine griechische Judoka.

## Karriere
Teltsidou wuchs in Athen auf und begann mit Judo, als sie 11 Jahre alt war.
Nachdem sie 2008 zum ersten Mal an der griechischen Judo-Meisterschaft in der Kategorie „Mädchen“ (Κορασίδων) teilgenommen und gewonnen hatte, wurde sie mehrere Jahre lang in ihrer jeweiligen Alterskategorie griechische Meisterin. 2015 gewann sie bei den europäischen Judo Junioren-Meisterschaften (U21) in Oberwart die Silbermedaille.
Im Jahr 2019 gewann Teltsidou bei drei Judo Grand Prix Wettbewerben Medaillen. Im März 2019 belegte sie beim Judo Grand Prix von Marrakesch den dritten Platz. Anschließend gewann sie im April beim Judo Grand Prix von Antalya die Goldmedaille, indem sie Maria Portela aus Brasilien besiegte. Schließlich siegte sie auch beim Judo Grand Prix von Taschkent (September 2019) im Finale gegen Gulnoza Matniyazova aus Usbekistan und erhielt zum zweiten Mal Gold. Sie ist bislang die einzige griechische Judoka mit zwei Goldmedaillen bei Grand Prix Wettbewerben. Durch diese Leistung qualifizierte sie sich für die Olympischen Spiele 2020 in Tokio, die wegen der COVID-19-Pandemie 2021 stattfanden. Teltsidou vertrat Griechenland in der Kategorie des Mittelgewichts bis 70 kg und kämpfte bis zur Hoffnungsrunde, wo sie der deutschen Judoka Giovanna Scoccimarro durch ein Ippon im Golden Score unterlag. So erreichte sie den 7. Platz.
2022 nahm Teltsidou an den Mittelmeerspielen in Oran (Algerien) teil und erlangte in der Kategorie bis 70 kg den dritten Platz. Im Oktober desselben Jahres belegte sie in der Kategorie bis 70 kg den ersten Platz bei dem internationalen Judo-Wettbewerb Abu Dhabi Grand Slam. Sie nahm auch an dem Judo Grand Slam am 3. Dezember 2022 in Tokio teil, wo sie den dritten Platz belegen konnte; zwei Monate später, im Februar 2023 beendete sie den Judo Grand Slam von Paris mit dem fünften Platz. Sie nahm Ende März 2023 auch am Judo-Grand-Slam Turnier in Tiflis teil, wo sie in der Kategorie bis 70 kg den ersten Platz einnehmen konnte. Im Juni, beim Judo-Grand-Slam-Turnier in Astana, konnte sie in derselben Kategorie wieder die Goldmedaille gewinnen. Auch beim Grand-Slam Turnier in Baku erreichte sie drei Monate später den ersten Platz. Im April 2024 bei den Europameisterschaften in Zagreb erreichte Teltsidou das Finale und unterlag dann der Kroatin Barbara Matić. Bei den Olympischen Spielen 2024 in Paris schied Teltsidou im Achtelfinale gegen die Belgierin Gabriella Willems aus.